# 1 a.C.
L'1 a.C. (I a.C. in numeri romani) è un anno  del I secolo a.C.

## Eventi
- 25 marzo: data tradizionalmente indicata per il concepimento di Gesù.
- 25 dicembre: data tradizionalmente indicata per la nascita di Gesù.

## Nati
- Tolomeo di Mauretania, sovrano berbero († 40)

- Gesù Cristo secondo la religione cristiana

## Morti
- Han Aidi, imperatore cinese (n. 27 a.C.)